# Nationalsymbol
Ein nationales Symbol ist ein bestimmendes Element nationaler Identifikation, Sprache und Kultur. Oft sind nationale Symbole mit der als groß empfundenen Geschichte einer Nation bzw. eines Volkes verbunden. In einem gesetzgebenden Akt werden manche dieser Staatssymbole zu Hoheitszeichen erhoben. Handelt es sich um eine allegorische Figur, spricht man von einer Nationalallegorie.

## Entstehung und Verwendung
Nationale Symbole dienen der Veranschaulichung der Ideen, die einen Staat und insbesondere Gemeinwesen tragen. Sie ermöglichen ein „persönliches Bekenntnis des Bürgers zu seinem Volk“ und machen den Staat „sinnlich wahrnehmbar“. Nationale Symbole entstehen seltener zielgerichtet von oben, häufiger jedoch spontan. Im Gegenteil misslingt der zielgerichtete bewusste Versuch, nationale Symbole zu schaffen, häufig. Viele nationale Symbole waren zunächst ein Protestsymbol gegen die herrschende Ordnung, die nach dem Erfolg des Protestes zum „Siegeszeichen der erneuerten politischen Kultur“ wurden. Beispiele hierfür sind die blau-weiß-rote Tricolore als Zeichen gegen die absolute Macht des französischen Königs, die nach der erfolgreichen Französischen Revolution zur neuen Staatsflagge Frankreichs wurde, oder das Deutschlandlied als Ausdruck der Hoffnung auf einen einheitlichen Nationalstaat, Deutschland, welches später als deutsche Nationalhymne ausgewählt wurde. Gerade angesichts dieser oft spontanen Entstehungsgeschichte gilt für die Frage der konkreten Definition: „Einen fest umrissenen Begriff des Nationalsymbols gibt es nicht.“
Die genauere Bedeutung eines jeweiligen nationalen Symbols ist ebenfalls dem Wandel unterlegen:

„So wie die Nation nicht auf objektiven Kriterien der ‚ethnischen‘, kulturellen oder politischen Zugehörigkeit beruht, sondern erst durch einen sinnhaften Bezug der sie konstituierenden Mitglieder über einen »Akt der sozialen Magie« (Bourdieu) hervorgebracht wird […], wird auch der Sinn der nationalen Symbolik immer von neuem von der Gemeinschaft zugewiesen.“

Daher haben weder nationale Symbole selbst noch die jeweilige Bedeutung eines nationalen Symbols Ewigkeitswert. So hat beispielsweise das vormalige Deutsche Reich nicht nur Flaggen und Hymnen mehrfach gewechselt, sondern auch nationale Feier- und Gedenktage „in der Konfrontation der politischen Lager gegeneinander ausgespielt und im Wechsel der politischen Systeme verbraucht.“
Der Bedeutungssinn eines nationalen Symbols kann deshalb nur durch die jeweiligen Handlungen einer Gemeinschaft, die diese in Bezug auf das Symbol unternimmt, verstanden werden. Das nationale Symbol repräsentiert damit eine Nation sowohl als vorgestellte Gemeinschaft wie auch „als sozial differenzierte Gesellschaft“.
Zu den nationalen Symbolen im engeren Sinn werden die Flagge beziehungsweise die Farben, das Wappen und die Nationalhymne gerechnet. Hinzu kommen auch noch nationale Feiertage, Denkmäler und staatliche Ehrungen sowie Staatsbauten. Zu nationalen Symbolen können aber auch Nationalhelden und Gründerväter, Nationalepen, Nationaldichter, Nationalallegorien, Tiere, Pflanzen oder Speisen (Nationalgerichte) werden.

## Nationale Symbole für Deutschland
Staatssymbole

Flagge mit den Nationalfarben Schwarz-Rot-Gold

Heutiges Bundeswappen
(entworfen bereits 1926 von Karl-Tobias Schwab, ab 1928 als Reichswappen im Gebrauch)

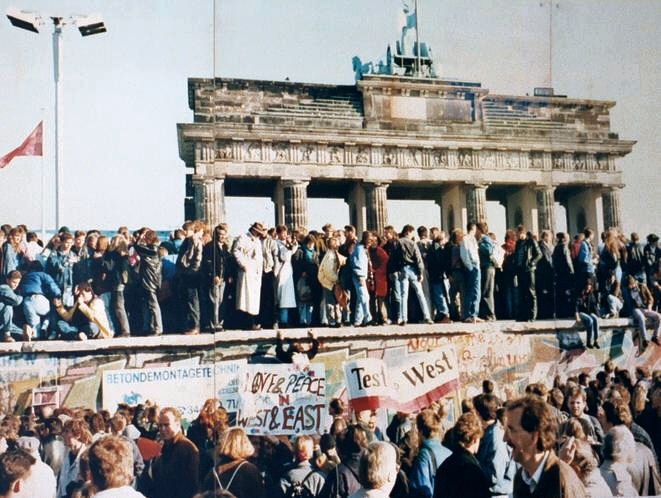
Menschenmengen auf der Berliner Mauer Ende 1989. Spätestens seit der Wiedervereinigung 1990 ist das Brandenburger Tor das bedeutendste Symbol Deutschlands.

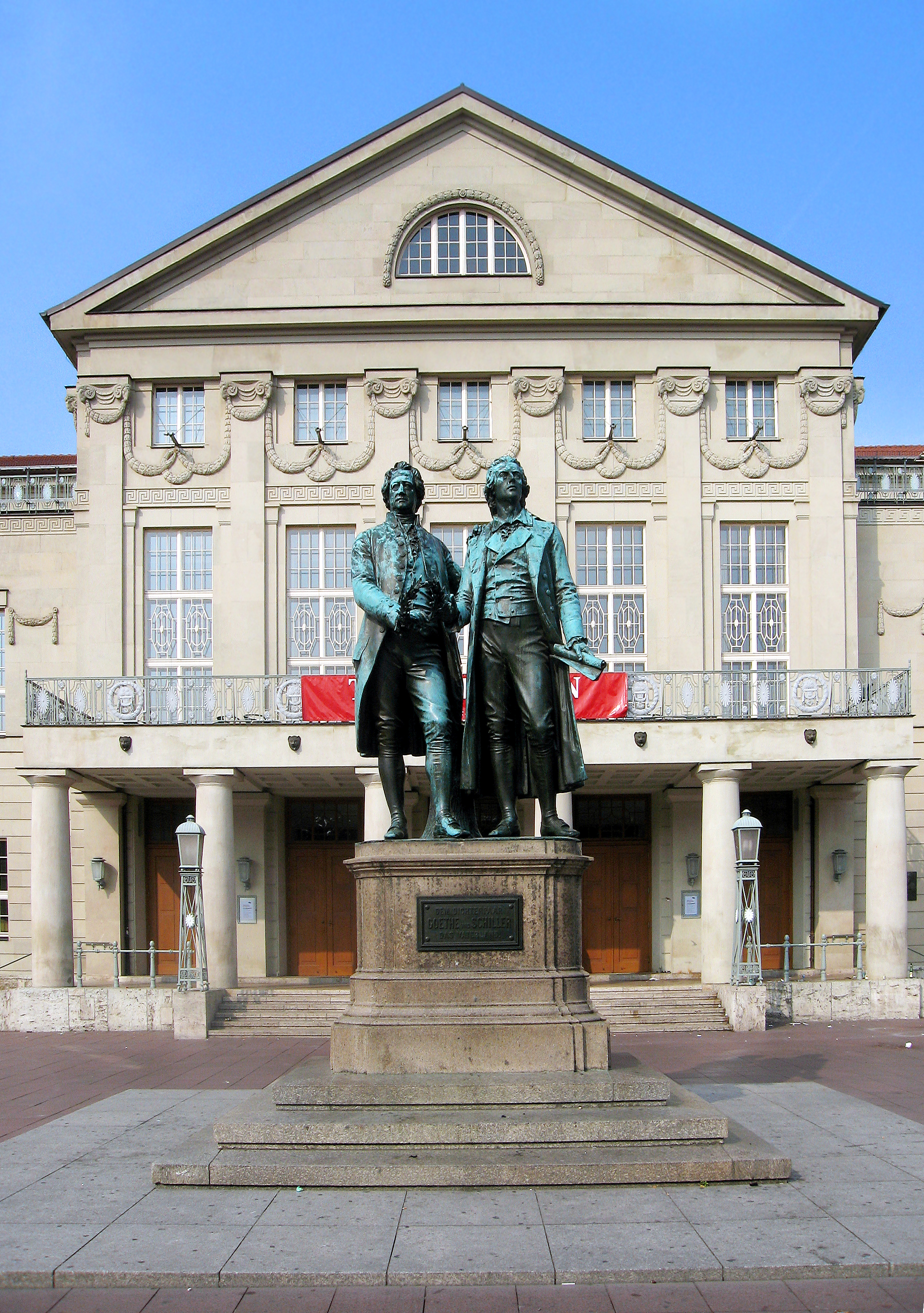
Deutsches Nationaltheater Weimar

- der Bundesadler als nationales Wappentier
- die Nationalfarben Schwarz-Rot-Gold
- die Fahne der Einheit
- die deutsche Nationalhymne (dritte Strophe des Liedes der Deutschen) mit dem mottogleichen Beginn „Einigkeit und Recht und Freiheit“

Bauwerke
- das Brandenburger Tor mit der Quadriga als Denkmal der überwundenen Teilung Deutschlands[9]
- das Nationaltheater Weimar[10] mit dem Goethe-Schiller-Denkmal[9] in Weimar als Wiege deutscher Demokratie und Kultur
- die Frankfurter Paulskirche und das Hambacher Schloss[9] als Wiege deutscher Demokratie
- der Kölner Dom als größte Kathedrale
- die Wartburg[9] als Nationaldenkmal deutscher Geschichte
- Schloss Neuschwanstein, Schweriner Schloss, Rothenburg, die Walhalla, Heidelberg und das Rheintal als Symbole der deutschen Romantik (siehe auch Romantische Straße)
- Altstädte mit Fachwerkhäusern als landestypisch empfundene Bauform (siehe auch Deutsche Fachwerkstraße)
- das Reichstagsgebäude als Sitz des Deutschen Bundestages sowie der Reichstage des Kaiserreichs und der Weimarer Republik
- die Siegessäule als Denkmal der Einigungskriege
- Germaniadenkmäler, Bismarckdenkmäler und Kaiserdenkmäler (siehe auch Nationaldenkmäler in Deutschland)

Figuren und Personen
- die Germania als Nationalallegorie[9]
- Arminius (bzw. Hermann der Cherusker), früher Nationalheld als „erster Deutscher“ und Sieger der Varusschlacht,[9] sowie weitere mythisch aufgeladene Figuren wie Kaiser Barbarossa
- Johann Wolfgang Goethe als deutscher Nationaldichter u. a. des Faust[9]
- Brüder Grimm mit ihrer Märchensammlung und dem Deutschen Wörterbuch
- Martin Luther als Urheber der kirchlichen Reformation
- Johann Sebastian Bach und Ludwig van Beethoven als Nationalkomponisten
- die romantischen Künstler Caspar David Friedrich und Richard Wagner
- der deutsche Michel[9] (als Karikatur)
- Till Eulenspiegel als aufbegehrender Schalk und einer der weltweit ersten literarischen Bestseller[11]
- Loriot als Nationalkomiker[12]

Sonstiges
- die Eiche und Eichenlaub als Symbol z. B. auf deutschen Münzen und Signets
- das Schwarze Kreuz als militärisches Hoheitszeichen
- die Kornblume wurde im 19. Jahrhundert für ihre preußischblaue Farbgebung zur Nationalblume erhoben (siehe Kornblume #Deutschland)
- das Nibelungenlied als Nationalepos mit Siegfried dem Drachentöter als Helden
- Made in Germany, weltweit als Produktgütesiegel wahrgenommen
- vor allem im Ausland als typisch deutsch wahrgenommene Speisen und Getränke wie deutsches Bier, Glühwein, Kräuterliköre, Bratwurst, Schwarzwälder Kirschtorte, Sauerkraut, Eisbein, Sauerbraten, Currywurst, Frankfurter Würstchen und Spätzle[13] (vgl. Deutsche Küche)
- Deutsche Weihnacht mit traditionellem Brauchtum, Weihnachtsmärkten und vielen Spezialitäten wie Lebkuchen, Spekulatius, Zimtstern, sowie Zierelemente wie der Schwibbogen, Weihnachtspyramide, Adventskalender und Weihnachtsbaum
- Karneval, Fastnacht und Fasching
- Schützenfest und deutsche Volksfeste, besonders das Oktoberfest
- Gartenzwerg und Kuckucksuhr als traditionsreiche Zierelemente
- die Waldzither und die Deutsche Laute avancierten im frühen 20. Jahrhundert zu nationalen Musikinstrumenten
- Walzer und (vor allem bayrische) Polka als Nationaltänze

## Nationale Symbole für Österreich
Hoheitssymbole und Historisches

Die österreichische Flagge in den Farben Rot-Weiß-Rot

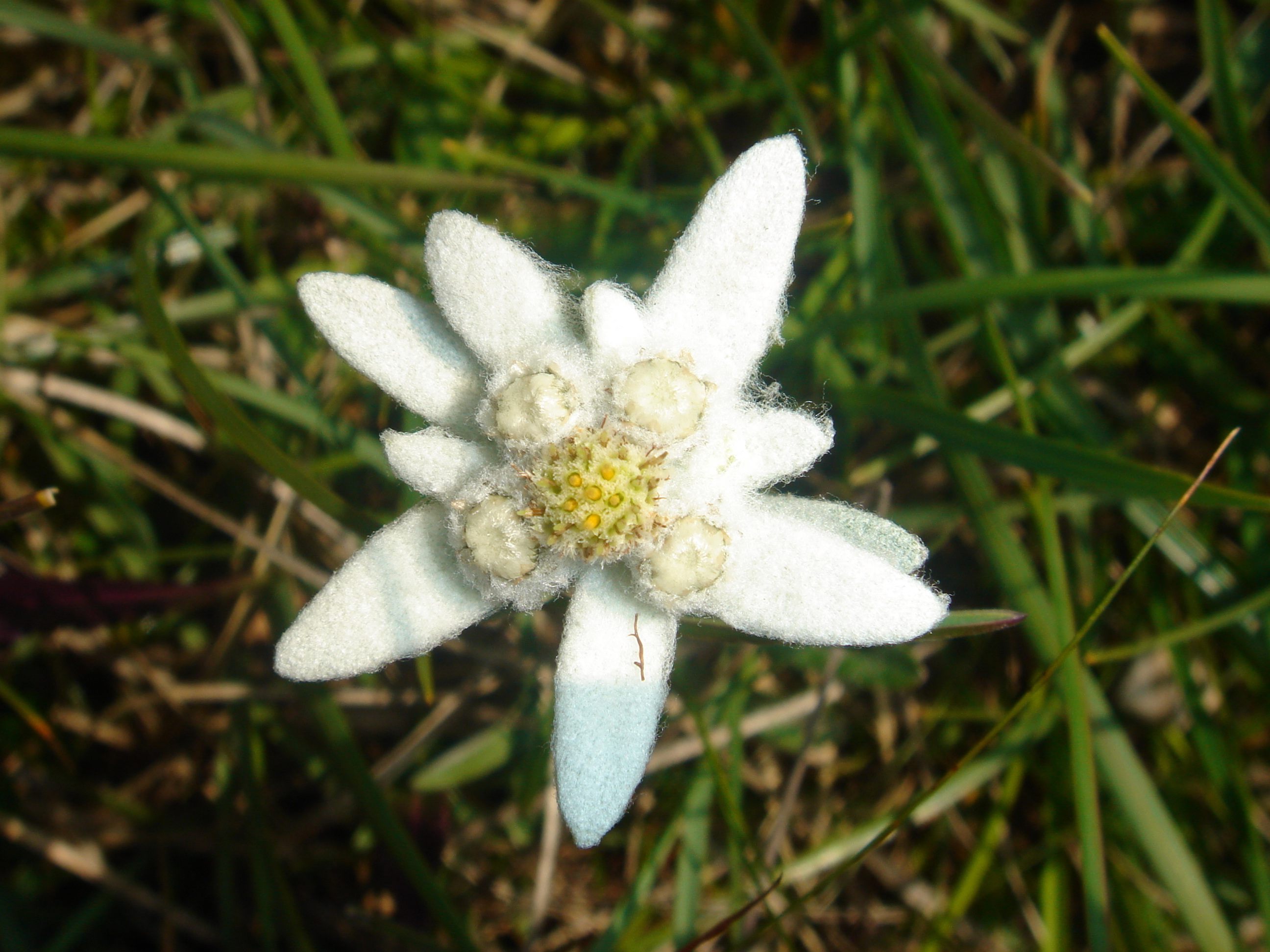
Das Alpen-Edelweiß gilt als nationales Symbol und findet sich beispielsweise auf der österreichischen 2-Cent-Münze.

- die Farben Rot und Weiß der österreichischen Flagge (Rot-Weiß-Rot) (kann z. B. auftreten als festlicher Blumenschmuck, in der Kleidung oder im Neorokoko-Mobiliar von Schönbrunn und der Hofburg)
- die Austria als Nationalallegorie (entspricht der lateinischen Bezeichnung für Österreich)
- die Österreichische Bundeshymne, „Land der Berge, Land am Strome […]“
- das Wappen der Republik Österreich und der Bindenschild[15]
- die Ostarrîchi-Urkunde
- der Österreichische Staatsvertrag und die damit verbundene österreichische Neutralität
- die Österreichische Kaiserkrone als Symbol der Monarchie bis 1918
- A.E.I.O.U., ein habsburgischer Wahlspruch
- k. u. k bzw. k. k., eine teilweise bis heute gebräuchliche Bezeichnung für ehemalige staatliche Auszeichnungen und Institutionen (Bsp.: k.u.k. Hoflieferant)
- Die Wallfahrtskirche und Basilika in Mariazell in der Steiermark als Nationalheiligtum[16]

Kultur, Musik und bedeutende Bauwerke
- der Stephansdom, größte Kathedrale Österreichs im 1. Wiener Gemeindebezirk
- das Schloss Schönbrunn, Sommerresidenz der österreichischen Monarchen bis 1918 im 13. Wiener Gemeindebezirk und damit verbunden der Tiergarten Schönbrunn als ältester noch bestehender Zoo der Welt
- das Schloss Belvedere, Schloss Prinz Eugens von Savoyen im 3. Wiener Gemeindebezirk
- Wolfgang Amadeus Mozart und damit verbunden die Mozartkugeln
- „An der schönen blauen Donau“, der Donauwalzer als Inbegriff des Walzers von Johann Strauss (Sohn)
- die Wiener Staatsoper mit dem alljährlichen Wiener Opernball zur Faschingszeit
- der Wiener Musikverein im 1. Wiener Gemeindebezirk
- die Wiener Philharmoniker, welche im Wiener Musikverein sowie in der Wiener Staatsoper auftreten
- das alljährliche Neujahrskonzert der Wiener Philharmoniker, welches jedes Jahr weltweit von mehr als 50 Millionen Fernsehzusehern verfolgt wird.

Sonstiges
- der Heurige als traditionell saisonal beschränkter Weinausschank, zurückgehend auf die Lizenz Josephs II. aus dem Jahr 1784
- Edelweiß und Enzian als Nationalblumen
- die österreichischen Alpen mit dem Großglockner als höchstem Berg Österreichs
- der Skisport als sinnstiftendes Nationalsymbol[17]
- das Wiener Schnitzel

## Nationale Symbole der Schweiz
- die Fahne und Wappen der Schweiz
- die Legendenfigur Wilhelm Tell als Nationalheld
- die Rütliwiese[9]
- die Helvetia als Nationalallegorie
- das Matterhorn als „Nationalberg“
- der Genfersee mit dem Jet d’eau und dem Schloss Chillon
- die Landsgemeinde als Symbol direkter Demokratie in der Schweiz
- das Bundeshaus als Parlamentssitz
- die Luzerner Kapellbrücke
- St. Moritz als weltbekannter Wintersportort
- das Alphorn
- das Schweizer Offiziersmesser
- die Kuh[18]
- Schweizer Käse, Schweizer Schokolade, Rösti und Käsefondue als Traditionserzeugnisse

## Nationale Symbole weiterer Länder

### Europa
- Belgien: das Atomium, das Manneken Pis, Jeanneke Pis, Belgisches Bier, Pommes frites, Pralinen
- Dänemark: der Dannebrog, die Düppeler Mühle, die Kleine Meerjungfrau, Mor Danmark als Nationalallegorie, der Tivoli in Kopenhagen, die Nationalschriftsteller Hans C. Andersen und Holger Danske,[9] die Schlösser Kronborg, Amalienborg und Frederiksborg
- Frankreich: der Eiffelturm, die Trikolore, Marianne als Nationalallegorie, der gallische Hahn, die Lilie[9]
- Griechenland: die Akropolis,[9] der Olymp, der Lorbeerkranz, der Olivenbaum
- Irland: die Harfe, das Kleeblatt,[9] der heilige Patrick
- Italien: das Kolosseum in Rom, der Schiefe Turm von Pisa, der Duomo in Florenz, Dante Alighieri als Nationaldichter, Giuseppe Garibaldi als Nationalheld, Italia als Nationalallegorie, Stella d’Italia[9]
- Malta: das Malteserkreuz, die Blaumerle, Valletta
- Niederlande: das Königshaus, der Binnenhof, das Monument op de Dam, die Farbe Orange, der Niederländische Löwe, Tulpen, Holzschuhe (Klompen), die Niederländische Maid (Nederlandse Maagd), der „Seeheld“ Michiel de Ruyter, Willem van Oranje als Vater des Vaterlands, der Nationaldichter Joost van den Vondel
- Norwegen: die Flagge Norwegens, die Stabkirche Borgund, Vestlandet-Fjorde, Storting, das Rathaus von Oslo
- Polen: der weiße Adler als nationales Wappentier,[19] die Burganlage Wawel in Krakau, der Weißstorch, die rote Mohnblume, das Königsschloss in Warschau, Adam Mickiewicz als Nationaldichter, Fryderyk Chopin als Nationalkomponist, der Gruppentanz Polonaise, die Eckenmütze, die Flügelreiter, die Weichsel als natürliche Lebensader Polens, Polonia als Nationalallegorie, die Schwarze Madonna von Tschenstochau als heiligste Reliquie
- Portugal: der Torre de Belém in Lissabon, Zé Povinho als nationale Personifikation der Portugiesen, der Galo de Barcelos, der portugiesische Musikstil Fado, Portwein, der Nationaldichter Portugals Luís de Camões
- Russland: der Rote Platz mit dem Kreml in Moskau, die Sieben Schwestern, der Bär als Nationalallegorie,[20] der Doppeladler als nationales Wappentier,[21] die Matrjoschka, Väterchen Frost, die Eremitage in Sankt Petersburg, Alexander Puschkin als Nationaldichter
- Schweden: die drei Kronen,[22] Gamla stan, Turning Torso, Astrid Lindgren als Nationalschriftstellerin
- Spanien: der Stier,[23] Flamenco-Tanz mit Kastagnetten, die Giralda, die Gran Vía, Plaza de España und Calatrava-Stadt in Sevilla, Guggenheim Bilbao
- Tschechien: der Böhmische Löwe als nationales Wappentier, Bedřich Smetanas „Moldau“, der Berg Říp, die Prager Burg, die mythische Seherin Libuše, der heilige Wenzel, die Winterlinde als Nationalpflanze, tschechisches Bier,
- Türkei: Atatürk,[9] rote Tulpe, Halbmond und Stern, Hagia Sophia, Eurasischer Wolf
- Ukraine: der Trysub (übersetzt Dreizack),[24] Maidan mit Unabhängigkeitsdenkmal, Taras-Schewtschenko-Grabmal, Kosak Mamaj als Nationalallegorie, Kosaken, Wyschywanka, Pysanka, Schneeball, Weide
- Ungarn: der Turul,[25] Parlament
- Vereinigtes Königreich: der Big Ben, John Bull, Britannia als Nationalallegorie[9]
  - England: das Georgskreuz, die rote Rose, William Shakespeare als Nationaldichter,[9] die Tea Time
  - Schottland: das Andreaskreuz, der Kilt, der Dudelsack, Robert Burns und Walter Scott als Nationaldichter, die Altstadt von Edinburgh mit ihrer Burganlage, die Highlands, Loch Ness
  - Wales: der Rote Drache

### Asien
- Indien: Tiranga, Elefant, Bengaltiger, das Löwenkapitell von Ashoka, das Rad des Gesetzes[26], Taj Mahal, Gateway of India, Lotustempel, Goldener Tempel, das Gewürz Curry, Velha Goa, Siddhartha Gautama
- Iran: Löwe und Sonne, Hoheitszeichen des Iran, Freiheitsturm, Persepolis, Kyros der Große, Farvahar, Schahbaz, Simorgh, Derafsch-e Kaviani, Ey Iran, Kaiserliche Hymne des Iran, Nationalhymne Iran,  Naqsch-e-Dschahan-Platz, Milad Turm, Damavand Mount
- Israel: der Davidstern, Jerusalemer Altstadt mit Felsendom und Klagemauer, die Menorah, Masada[9]
- Japan: Fuji-san, Tokyo Tower, 22 Schreine, Kaiserpalast Kyōto, Edo-Burgen (v. a. Himeji), die Kirschblüte, die Chrysantheme[27]
- Osttimor: Krokodil, Kaibauk, Surik, Belak, traditionelle Hüttenform
- Singapur: Merlion als Nationalsymbol und Wahrzeichen
- Thailand: der weiße Elefant Wat Phra Kaeo mit Smaragd-Buddha und Siamspalast

### Afrika
- Angola: Die Rappenantilope.
- Namibia: Die nationalen Symbole Namibias sind im National Symbols Act aus dem Jahr 2018 festgeschrieben. Es handelt sich um die Staatsflagge, Wappen, die Nationalhymne, Siegel und Präsidentenstandarte.[28] Zudem ergeben sich aus dem Wappen indirekt der Schreiseeadler als Nationalvogel, der Gemsbock als Nationaltier und die Welwitschie als nationale Pflanze.
- Sierra Leone: Nationalhymne, Staatsflagge, Staatswappen und der Nationaleid.[29] Seit 2019 ist der Schimpanse das Nationaltier.[30]
- Südafrika: In Südafrika sind zahlreiche Nationalsymbole rechtlich festgeschrieben. Neben der Nationalhymne Südafrikas, der Staatsflagge und dem Wappen sind dies das Nationaltier (Springbock), der Nationalvogel (Paradieskranich), der Nationalfisch (Galjoen), die Nationalblume (Königsprotea) und der Nationalbaum (Breitblättrige Steineibe).[31]

### Nordamerika
- Kanada: das Ahornblatt,[9] CN Tower, Parliament Hill, Château Frontenac, Banff, Olympiastadion Montreal
- USA: Das Sternenbanner, Uncle Sam,[9] der Weißkopfseeadler,[32][33] Amerikanischer Bison, Freiheitsstatue, Empire State Building, Kapitol, Weißes Haus, Golden Gate Bridge, Grand Canyon, Old State House Boston, Mount Rushmore National Memorial (Heiligenschrein der Demokratie)

### Mittelamerika
- Jamaika[34]: Lignum vitae (Blume), Hibiscus elatus (Baum), Ackee (Frucht), Doctor Bird (Vogel)

### Südamerika
- Argentinien: Blau-weiße Flagge mit Sol de Mayo, Kongresspalast, der Tango, das Guanako-Lama, Diego Maradona
- Chile: Bandera, der Kondor, Pudu,[9] Kap Hoorn, Valparaíso, La Moneda, Straße La Alameda in Santiago, Moai
- Brasilien: Zuckerhut und Cristo Redentor, der Karneval in Rio, Fußball, der Amazonas
- Kolumbien: Quindio-Wachspalme und Andenkondor

### Ozeanien
- Australien: das Känguru, der Emu, das Opernhaus von Sydney und die Sydney Harbour Bridge, der Uluru, das Kreuz des Südens[9]
- Neuseeland: der Kiwi[35], der Auckland Sky Tower, Aoraki/Mount Cook